# Que te perdone Dios
Que te perdone Dios es una telenovela mexicana producida por Angelli Nesma Medina para Televisa, emitida durante el 2015. Es una adaptación de telenovela producida por Salvador Mejía Alejandre en el año 2000, Abrázame muy fuerte. Se estrenó primero en los Estados Unidos por Univision el 19 de enero de 2015 y finalizó el 10 de julio del mismo año; mientras que en México, se estrenó después por el Canal de las Estrellas el 16 de febrero de 2015 y finalizó el 26 de julio del mismo año.
Está protagonizada por Zuria Vega, Mark Tacher y Rebecca Jones, junto con Sergio Goyri, Sabine Moussier, Altaír Jarabo y Laisha Wilkins en los roles antagónicos. Contando también con las actuaciones de Ferdinando Valencia, María Sorté y Ana Bertha Espín.

## Trama
Renata Flores del Ángel (Irán Castillo), una joven de buena posición social, se enamora de Pablo Ramos (Brandon Peniche), un peón de su hacienda y queda embarazada de él. Don Bruno (Eric del Castillo), su padre, al nacer Abigail, su nieta, se la arrebata a Renata, entregándosela a Macaria (Alejandra García), una de las sirvientas que trabajan para ellos, y quién aparentemente es la mejor amiga de su hija. Renata, con tal de recuperar a Abigail, se casa con Fausto López-Guerra (Sergio Goyri), un hombre cruel y despiadado, pues él le jura que conseguirá que le devuelvan a la niña, promesa que nunca cumple.
Los años pasan y Abigail (Zuria Vega) crece pensando que Renata (Rebecca Jones) es su madrina. Ella se ha convertido en una joven hermosa y dulce que se enamora de Mateo (Mark Tacher), el sobrino de Fausto, pero él, en un principio, sólo tiene ojos para Diana Montero (Altair Jarabo).
Con el paso del tiempo Mateo se da cuenta de que su verdadero amor es Abigail, por lo que la joven pareja tendrá que enfrentar muchos obstáculos para poder estar juntos para siempre.

## Reparto

### Principales
- Zuria Vega como Abigaíl Ríos / Abigaíl Ramos Flores 
  - Fernanda Sasse interpretó a Abigail de niña
- Mark Tacher como Mateo López-Guerra Fuentes
- Sergio Goyri como Fausto López-Guerra
  - Erik Díaz interpretó a Fausto de joven
- Rebecca Jones como Renata Flores Del Ángel de López-Guerra 
  - Irán Castillo interpretó a Renata de joven
- Sabine Moussier como Macaria Ríos 
  - Ale García interpretó a Macaria de joven
- María Sorté como Helena Fuentes de López-Guerra
- René Strickler como Patricio Duarte
- Ana Bertha Espín como Constanza Del Ángel  de Flores
- Ferdinando Valencia como Diego Muñoz
- Alejandro Ávila como Lucio Ramírez
  - Christian Vega interpretó a Lucio de joven
- Manuel Ojeda como Melitón Ramos
- Laisha Wilkins como Ximena Negrete de Zarazúa / Daniela Negrete
- Dacia González como Vicenta Muñoz
- Zaide Silvia Gutiérrez como Simona Sánchez
- Ana Patricia Rojo como Efigenia de la Cruz y Ferreira
- Fabián Robles como Julio Acosta Montero / Julián Montero
- Altair Jarabo  como Diana Montero

### Recurrentes e invitados
- Antonio Medellín como Padre Francisco Ojeda Bernal
- Alejandra Ávalos como Mía Montero de Acosta
- Moisés Arizmendi como Porfirio Zarazúa
- Héctor Sáez como Comandante Efraín Barragán
- Alejandra Procuna como Eduviges de la Cruz y Ferreira
- Raúl Olivo como Jaime Díaz «Motor»
- Óscar Bonfiglio como Marcelino Escalante
- Julio Mannino como Benito
- Myrrha Saavedra como Amanda Ríos
- Carlos Athié como Maximiliano «Max» Zarazúa
- Adriano Zendejas como Antonio «Toño» Sánchez
- Santiago Hernández como Alfredo «Freddy» Sánchez
- José María Galeano como el Padre Tomás Ojeda Bernal
- Iván Caraza como Mano Negra
- Rafael Amador como Cantinero
- Alejandra Robles Gil como Teodora
- Daniela Basso como Juana «Juanita»
- Lakshmi Picazo como Nieves
- Silvia Valdez como Violeta de Escalante
- Eric del Castillo como Bruno Flores Riquelme
- Brandon Peniche como Pablo Ramos
- Ricardo Franco como Gerardo López-Guerra
- Jorge de Marín como Doctor

## Audiencia
| Temporada | Horario (ET/CT)          | Episodios | Primera emisión     | Primera emisión      | Última emisión      | Última emisión       |
| Temporada | Horario (ET/CT)          | Episodios | Fecha               | Audiencia (millones) | Fecha               | Audiencia (millones) |
| --------- | ------------------------ | --------- | ------------------- | -------------------- | ------------------- | -------------------- |
| 1         | Lunes a viernes 10pm/9c. | 123       | 19 de enero de 2015 | 3.00                 | 10 de julio de 2015 | 2.40                 |

| Temporada | Horario (CT) | Episodios | Primera emisión       | Primera emisión    | Última emisión      | Última emisión     |
| Temporada | Horario (CT) | Episodios | Fecha                 | Audiencia (puntos) | Fecha               | Audiencia (puntos) |
| --------- | --- | --------- | --------------------- | ------------------ | ------------------- | ------------------ |
| 1         | Lunes a viernes 18:15 - 19:15 h. (eps. 1-65) Lunes a viernes 18:10 - 20:20 h. (eps. 66-75) Lunes a viernes 19:15 - 20:20 h. (eps. 76-120) Domingo 20:30 - 22:00 h. (eps. 121-123) | 123       | 16 de febrero de 2015 | 19.2               | 26 de julio de 2015 | 19.1               |

## Premios y nominaciones

### Presea Luminaria de Oro 2015
| Categoría    | Nominados         | Resultados |
| ------------ | ----------------- | ---------- |
| Mejor Actriz | Ana Patricia Rojo | Ganadora   |

### Premios Juventud
| Año  | Categoría                | Nominados                            | Resultados |
| ---- | ------------------------ | ------------------------------------ | ---------- |
| 2015 | Mi protagonista favorito | Mark Tacher                          | Nominado   |
| 2015 | Mi protagonista favorita | Zuria Vega                           | Nominada   |
| 2015 | Mejor tema novelero      | «Aunque estés con él» por Calibre 50 | Ganadores  |
| 2016 | Mi protagonista favorito | Sergio Goyri                         | Nominado   |
| 2016 | Mi protagonista favorita | Zuria Vega                           | Nominada   |
| 2016 | Mejor tema novelero      | «Aunque estés con él» por Calibre 50 | Nominados  |

### Premios TVyNovelas 2016
| Categoría                | Nominados        | Resultados |
| ------------------------ | ---------------- | ---------- |
| Mejor actriz protagónica | Zuria Vega       | Nominada   |
| Mejor villano            | Alejandro Ávila  | Nominado   |
| Mejor primera actriz     | Ana Bertha Espín | Nominada   |
| Mejor actriz juvenil     | Alejandra García | Nominada   |
| Mejor actor juvenil      | Brandon Peniche  | Ganador    |